# Luis Morgan Casey
Luis Morgan Aloysius Casey (* 23. Juni 1935 in Portageville, Missouri; † 27. Juli 2022 in Saint Louis, Missouri) war ein US-amerikanischer römisch-katholischer Geistlicher und Apostolischer Vikar von Pando in Bolivien.

## Leben
Luis Morgan Casey empfing nach seiner theologischen Ausbildung am Kenrick Seminary in Saint Louis und der Saint Louis University am 29. November 1959 durch Kardinal Joseph Elmer Ritter die Priesterweihe für das Erzbistum Saint Louis. Er war zunächst Vikar in der Pfarrei Santa María Magdalena in Saint Louis. Seit 1965 war er als Seelsorger und Missionar in Chile, vor allem im bolivianischen Amazonasbecken tätig. Von 1965 bis 1966 studierte er Spanisch und Aymara in Cochabamba und arbeitete in der Pfarrgemeinde María Reina in der bolivianischen Hauptstadt La Paz. 1967 wurde er der Pfarrei San Agustín in Viacha tätig. Er initiierte den Aufbau des Hospitals in Viacha, arbeitete mit den indigenen Aymara-Gemeinschaften zusammen und gründete zusammen mit zwei weiteren Missionaren das Priesterseminar San Jerónimo in La Paz, wo er Professor, Direktor und Rektor war.
Papst Johannes Paul II. ernannte ihn am 3. November 1983 zum Weihbischof in La Paz und Titularbischof von Mibiarca. Der Apostolische Nuntius in Bolivien, Erzbischof Alfio Rapisarda, spendete ihm am 28. Januar des nächsten Jahres die Bischofsweihe; Mitkonsekratoren waren Jorge Manrique Hurtado, Erzbischof von La Paz, und John Lawrence May, Erzbischof von Saint Louis. Zudem war er Bischofsvikar von El Alto, La Paz und dem nördlichen Hochland, während er seine Arbeit am Priesterseminar in La Paz fortsetzte. Am 18. Januar 1988 wurde er zum Apostolischen Vikar von Pando ernannt. In der bolivianischen Bischofskonferenz wurde er mehrfach zum Präsidenten der Wirtschaftskommission gewählt und war zudem Präsident der Sozialpastoralkommission und Präsident der bolivianischen Caritas.
Am 2. Februar 2013 nahm Papst Benedikt XVI. seinen altersbedingten Rücktritt an. Er starb im Alter von 87 Jahren an den Folgen einer Krebserkrankung an seinem Wohnort in Saint Louis.
Luis Morgan Casey erhielt mehrere Auszeichnungen für sein Engagement für die Menschenrechte, den Bau von Kirchen, Schulen, Hochschulen, Katechesezentren, mobile Gesundheitsstationen und Sportarenen sowie insbesondere seinen Einsatz für die Stadt Riberalta, zuletzt 2022 durch das bolivianische Parlament (spanisch Cámara de Senadores).